# Selopuro (Lasem)
Selopuro is een bestuurslaag in het regentschap Rembang van de provincie Midden-Java, Indonesië. Selopuro telt 3821 inwoners (volkstelling 2010).